# Carlo Lodi
Carlo Lodi (Bologna, 11 febbraio 1701 – Bologna, 22 aprile 1765) è stato un pittore italiano.

## Biografia
Nato da Simone Antonio Lodi e Anna Maria Pedretti l'11 febbraio del 1701, indossò l'abito clericale in attesa di andare a studiare lettere. Nel tempo libero, studiava disegno sotto l'insegnamento di Angelo Michele Cavazzoni. 
Copiati un giorno, senza farsi vedere dal maestro, due paesaggi del Calza, li sottopose al giudizio del maestro una volta finiti. Il Cavazzoni notò che il giovane Lodi era più predisposto per il disegno dei paesaggi che per quello delle figure, e lo invitò ad approfondire l'aspetto paesaggistico. 
Lasciati poi gli studi letterari, passò per otto mesi sotto la direzione di Nunzio Ferraioli (paesaggista bolognese), divenendo un ottimo paesaggista a sua volta.
A seguito di ciò, si mise in proprio ed elaborò un suo stile personale, che, incontrando il favore del pubblico, gli permise di avere ricevere tante commissioni, divenendo un esponente di spicco della scena barocchetta locale. 
Nel 1730 Lodi si sposò, ma non avrà mai figli. Nel 1735 collabora con il Rossi (figurista “di fiducia” del Lodi fino al 1753, quando il paesaggista si affiderà al Bertuzzi) alla realizzazione delle tempere nel Salone delle Armi, nel Palazzo Malvezzi, situato a Bologna.
Manda a Roma sei paesi da lui dipinti, al cardinale Valenti Gonzaga, quattro al monsignor Rota, due al cardinale Spinola e quattro grandi pezzi, molto studiati, al conte Gambalunga.
In casa Belluzzi ne fece molti altri, alcuni a olio e alcuni a tempera. E lavorò ancora in casa Magnani, fece tutti i quadri che si vedono nel refettorio del convento di San Giacomo a parte quello della facciata e fu l'autore di quasi tutti quelli adornano il Palazzo Pepoli a San Lazzaro. 
Altre sue opere si vedono in Casa Lambertini, in Casa Guidalotti, in Casa Scarani, in Casa Bentivogli, in Casa Graffi, in Casa Varnini, in Casa Tondelli, in Casa Boschi.
Negli ultimi anni della sua vita realizzò due quadri, i quali furono regalati alla maestà della Regina vedova di Spagna.
Morì il 22 aprile del 1765, dopo 22 giorni di malattia.